# Éolienne et cétacé
Éolienne et cétacé (France) ou La gripette et la baleine (Québec) (The Squirt and the Whale) est le 19e épisode de la saison 21 de la série télévisée Les Simpson. Il est considéré comme le meilleur épisode de la saison 21 avec Mon voisin le Bob.

## Synopsis
Pour réduire leurs factures d'électricité, les Simpson installent une éolienne dans la cour arrière de leur maison. Ils trouvent cela tellement écologique et utile qu'ils veulent devenir indépendants du service d'électricité nucléaire (mais surtout parce qu'Homer refuse de fournir en même temps du courant à leur compagnie d'électricité), ce qui a cependant la conséquence de n'avoir de l’électricité que lorsqu'il y a du vent. À la suite d'une réaction en chaîne, perpétré par Bart ayant demandé à Dieu du vent pour qu'il n'ait pas à faire tourner en permanence lui-même les hélices, une tempête éclate et une baleine échoue sur la plage près de là juste après. Lisa veut la ramener à la mer mais ce sera bien plus difficile qu'il n'y parait.
En effet, malgré l'aide de tous les habitants, menés par Homer qui veut que Lisa ne soit pas en peine, la baleine, surnommé Bluella n'est pas rendue à la mer et finit par mourir. Après un mémorial à la baleine par les habitants, les restes de la baleine sont utilisés, renforçant la culpabilité de Lisa. Cependant, elle découvre alors les enfants de Bluella se faire attaquer par des requins, et alors qu'elle se résout à les laisser, s'étant convaincue que c'est dans la nature des choses, Homer intervient et lui dit que la nature peut aller se faire voir et qu'ils vont sauver les baleineaux.
Homer essaie de tirer sur les requins mais des défenseurs des requins apparaissent pour l'en empêcher et Lisa approuve en disant que des créatures ne doivent pas mourir si c'est pour que d'autres vivent de la sorte. Or Homer tombe à l'eau et crée involontairement une distraction, les requins le prenant pour une baleine à cause de son embonpoint. Finalement, une baleines adulte apparaît et sauve Homer et les baleineaux des requins, les baleineaux s'en vont avec la baleine tandis que Homer, Lisa, qui ont regagnés la plage, Marge, Bart et Maggie assistent heureux à la scène Homer disant qu'après ça, la baleine adulte fera sa vie avec une pieuvre et qu'ils auront un enfant ensemble, ce à quoi Marge répond qu'ils dessineront cette histoire en rentrant.
Le générique de fin habituelle est remplacé par lesdits dessins des enfants présentant l'histoire de la baleine avec la pieuvre sous la musique de La Mer de Charles Trenet.

## Références culturelles

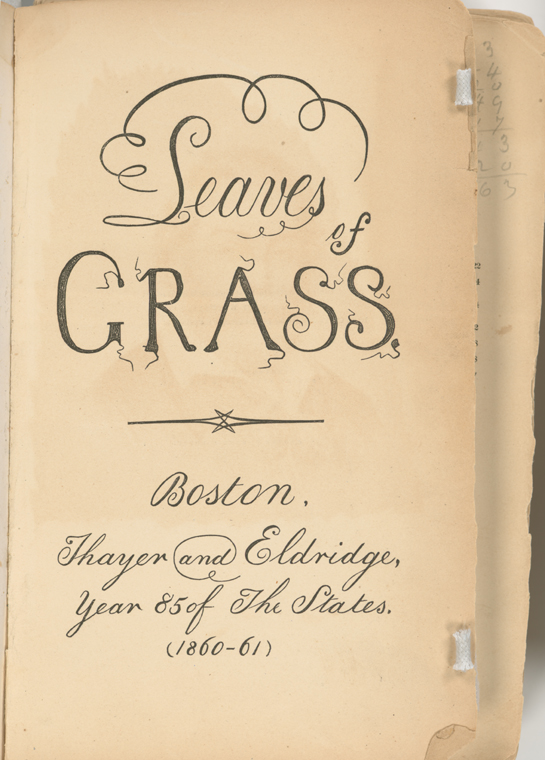
L'édition de 1860 de "Leaves of Grass", poèmes de Walt Whitman, objet à l'époque d'une controverse enflammée (comme Les Fleurs du mal, Madame Bovary, Ulysse...)